# أحمد محمد أحمد المتوكل
أحمد محمد أحمد المتوكل (1940 - ) ضابط عسكري ودبلوماسي يمني ولد في شهارة عمران ، تولى العديد من المناصب العسكرية وتعين سفيرا لليمن في لبنان ومؤخراً عضو مجلس الشورى اليمني.

## حياته وتعليمه
التحق بالكلية الحربية، ثم ابتعث إلى موسكو؛ فدرس هناك في مجال قيادة الألوية والأركان، وإلى جانب ذلك التحق بعدد من الدورات العسكرية؛ منها: دورة قيادة كتائب في القاهرة في مجال قيادة المدرعات عام 1963م.

## مناصب وأدوار

### عسكرية
كُلّف بعد قيام ثورة 26 سبتمبر التي أطاحت بالنظام الملكي عام 1962م قائدًا عسكريًا في منطقة وشحة، ثم انتقل إلى محور عبس، ثم تعين قائدًا في منطقتي (الخميسين) و(المحرق) في بلاد حجة، ثم تعين رئيسًا للقاعدة الإدارية في مدينة الحديدة، ثم انتدب للعمل العسكري إلى مدينة معبر جنوبي مدينة صنعاء.

### دبلوماسية
- في عام 1395هـ/1975م تعين مديرًا للعلاقات الخارجية في وزارة الخارجية.
- قائمًا بأعمال السفارة اليمنية في تشيكوسلوفاكيا عام 1399هـ/1979م.
- قائمًا بأعمال السفارة اليمنية في أديس أباب عام 1400هـ/1980م.
- مدير الإدارة الاقتصادية والمنطقة الدولية، ورئيس دائرة الشئون الفنية في وزارة الخارجية عام 1404هـ/1984م.
- سفيرًا لليمن في لبنان عام 1410هـ/1990م.
- سفيرًا لليمن قبرص عام 1414هـ/1994م.
- سفيرًا لليمن في لبنان للمرة الثانية عام 1418هـ/1998م.
- عضوًا في مجلس الشورى عام 1423هـ/2002م.